# Antropologie filozofică
Antropologia filosofică este o disciplină teoretico-speculativă ce angajează o viziune cu caracter sintetizator, integrator și general și care studiază omul în complexitatea sa, cu determinațiile, manifestările și raportarea sa la natură, societate și cultură. 
În cadrul antropologiei filosofice omul este conceput ca ființă integrală, deși în permanentă devenire, ca om generic, ca om total. Ceea ce se vizează este prinderea și descrierea esenței umane, dezvăluirea esenței sale și conceperea simultană a unui ideal de om. Omul antropologiei filosofice este omul real și cel posibil, cel concret și cel conceput, cel individual și omul ca umanitate. Pe scurt, ea încearcă să stabilească locul și rostul omului în univers, destinul omului.
O asemenea concepție va fi dependentă de viziunea filosofică a teoreticianului respectiv. Pe de altă parte, orice concepție filosofică, în măsura în care își urmează natura filosofică, adică înțelegerea totului existenței, firesc va conține și o parte de antropologie filosofică.

Antropologia filosofică apare relativ târziu ca și domeniu unitar de teorii și probleme bine conturate. Convențional data de naștere a antropologiei filosofice, ca domeniu autonom de sine stătător, este considerat anul 1928, an în care apare lucrarea neterminată a lui Max Scheler, Antropologia filosofică.
„Dacă există vreo sarcină filosofică pentru care epoca noastră cere o soluție de urgență absolută, este cea a unei antropologii filosofice. Mă refer la o știință fundamentală care investighează esența și structura eidetică a omului, raporturile sale cu regnurile naturii (organic, plante și viață animală) în ceea ce este principiul comun al tuturor lucrurilor, originea metafizică a omului precum și originile sale fizice, psihice și spirituale, forțele și puterile care acționează asupra lui și asupra cărora el acționează, direcțiile și legile fundamentale ale evoluției sale biologice, psihologice, spirituale și sociale, considerate în posibilitățile și realitățile lor esențiale. În aceasta rezidă problema psihofizică a raportului corp-suflet și a raportului noetic-vitalist (dintre spirit și viață). Numai o astfel de antropologie poate oferi fundamentul filosofic ultim ca și scopuri precise și specifice de cercetare pentru toate științele preocupate de obiectul «om» (…) O istorie a conștiinței de sine a omului, o istorie a formelor ideale de bază în care omul s-a gândit, văzut sau simțit pe el însuși, trebuie să preceadă studiul ideilor despre om din mit, religie, teologie și filosofie.” (Max Scheler)